# Karolina Špremová
Karolina Špremová (* 25. října 1984, Varaždín, Chorvatsko tehdy Jugoslávie) je současná chorvatská profesionální tenistka. Hraje pravou rukou, bekhendem obouruč. Jejím nejvyšším umístěním na žebříčku WTA ve dvouhře bylo 17. místo (11. říjen 2004) a ve čtyřhře 182. místo (8. květen 2006). Na okruhu WTA dosud nevyhrála žádný turnaj. Na okruhu ITF zvítězila na 10 turnajích ve dvouhře a jednom ve čtyřhře.

## Finálové účasti na turnajích WTA (3)

### Dvouhra - prohry (3)
| Legenda                     |
| Kategorie Tier III (3)      |
| Kategorie Premier (0)       |
| Kategorie International (0) |

| Č. | Datum           | Turnaj             | Povrch  | Soupeřka ve finále     | Výsledek         |
| 1. | 24. květen 2003 | Štrasburg, Francie | antuka  | Silvia Farinová Eliová | 6-3, 4-6, 6-4    |
| 2. | 14. červen 2003 | Vídeň, Rakousko    | antuka  | Paola Suárezová        | 7-6(0), 2-6, 6-4 |
| 3. | 25. září 2005   | Kalkata, Indie     | koberec | Anastasija Myskinová   | 6-2, 6-2         |

## Vítězství na okruhu ITF (11)

### Dvouhra (10)
| Č.  | Datum             | Turnaj      | Dotace    | Povrch    | Soupeřka ve finále       | Výsledek         |
| 1.  | 27. leden, 2002   | Courmayer   | 10 000 $  | tvrdý (h) | Stefanie Weisová         | 4-6, 7-6(3), 6-4 |
| 2.  | 17. únor, 2002    | Bergamo     | 10 000 $  | tvrdý (h) | Rita Degliová-Espostiová | 6-1, 6-2         |
| 3.  | 26. leden, 2003   | Grenoble    | 10 000 $  | tvrdý (h) | Sophie Lefevreová        | 7-5, 7-5         |
| 4.  | 16. únor, 2003    | Southampton | 25 000 $  | tvrdý (h) | Magdalena Zděnovcová     | 6-1, 3-0 skreč   |
| 5.  | 23. únor, 2003    | Redbridge   | 25 000 $  | tvrdý (h) | Olga Barabanščikovová    | 6-3, 6-2         |
| 6.  | 23. březen, 2003  | Castellón   | 25 000 $  | antuka    | Ľudmila Cervanová        | 6-3, 6-3         |
| 7.  | 2. listopad, 2003 | Poitiers    | 50 000 $  | tvrdý (h) | Roberta Vinciová         | 6-4, 7-5         |
| 8.  | 1. březen, 2009   | Biberach    | 50 000 $  | tvrdý (h) | Kirsten Flipkensová      | 6-1, 6-2         |
| 9.  | 11. duben, 2009   | Torhout     | 100 000 $ | tvrdý (h) | Viktoria Kutuzovová      | 6-1, 6-4         |
| 10. | 20. září, 2009    | Mestre      | 50 000 $  | antuka    | Yvonne Meusburgerová     | 2-6, 6-2, 6-4    |

### Čtyřhra (1)
| Č. | Datum              | Turnaj | Dotace   | Povrch    | Partnerka                  | Soupeřky ve finále                         | Výsledek |
| 1. | 24. listopad, 2002 | Záhřeb | 10 000 $ | tvrdý (h) | Mervana Jugićová-Salkićová | Jelena Kostanićová Tošićová Matea Mezaková | 6-2, 6-4 |

## Fed Cup
Karolina Špremová se zúčastnila 9 zápasů ve Fed Cupu za tým Chorvatska s bilancí 6-5 ve dvouhře a 3-2 ve čtyřhře.

## Postavení na žebříčku WTA ve dvouhře na konci sezóny
| Rok    | 2000  | 2001   | 2002   | 2003  | 2004  | 2005  | 2006  | 2007   | 2008   | 2009  |
| Pořadí | 1157. | ▲ 718. | ▲ 273. | ▲ 59. | ▲ 18. | ▼ 65. | ▼ 88. | ▼ 208. | ▲ 175. | ▲ 96. |